# Indiana (Metro de Los Ángeles)
Indiana es una estación en la línea E del Metro de Los Ángeles y es administrada por la Autoridad de Transporte Metropolitano del Condado de Los Ángeles. La estación se encuentra localizada en Eastside en Los Ángeles, California entre la Tercera Calle y las Calles Indiana y Glasson. La estación Indiana fue inaugurada en 2009 como parte de la extensión a Eastside de la línea Oro.

## Conexiones de autobuses
- Metro Local: 30, 254, 287, 620, 665
- Montebello Bus Lines:40
- El Sol Union Pacific/Salazar Park